# Młynek hydrometryczny

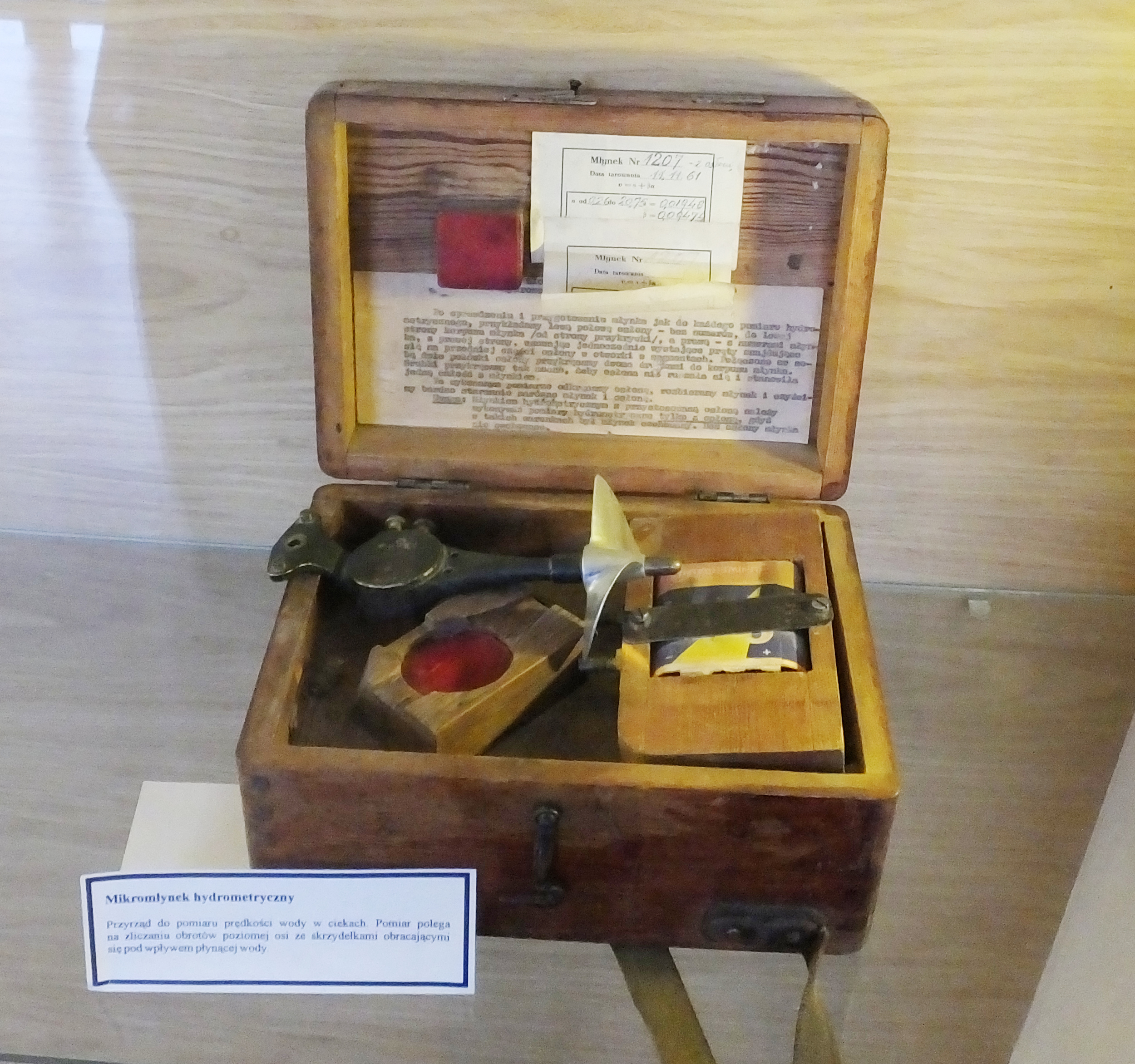

Młynek hydrometryczny – urządzenie w formie wiatraczka służące do punktowego pomiaru prędkości wody płynącej. Pomiar polega na zliczeniu obrotów wirnika w określonym czasie. Ważne jest, aby czas pomiaru nie był zbyt krótki, ponieważ wartość prędkości wody (szczególnie płytkich i rwących potoków górskich) ulega niewielkim, ale szybkim wahaniom. Prędkość wody jest funkcją prędkości obrotowej wirnika, która jest ilorazem zliczonej ilości obrotów i czasu wykonywania pomiaru. Każdy młynek hydrometryczny powinien być okresowo tarowany.